# Fórmula 3 Chilena
La Fórmula 3 Chilena es una categoría de Fórmula 3 de Chile. Fue fundada en 1972 bajo el nombre Fórmula Cuatro, pasando a llamarse Fórmula 3 y desde 1984 a la fecha es llamado como actualmente se le conoce. Es parte del programa de las carreras del Campeonato Histórico de Velocidad, transmitiéndose en televisión por el canal CDO.
Es una de las competencias clásicas del automovilismo chileno, con más de cuatro décadas de historia. Se ha corrido tradicionalmente en Chile y en algunas ocasiones en otros países como Argentina y Perú. Los autódromos de La Serena, San Antonio, Quilpué, Codegua y Temuco son en donde se corre en la actualidad.
El piloto más laureado es Giuseppe Bacigalupo, quien ha logrado el título nacional de Chile en 11 ocasiones, siendo además el piloto que más títulos ha ganado en el automovilismo chileno en una sola categoría.

## Historia

### Antecedentes e inicios
La primera competencia de Fórmula Cuatro en Chile se realizó el 3 de noviembre de 1969. Ese año, el torneo fue organizado por la empresa de espectáculos Monza, con 22 autos que llegaron a competir desde Argentina; participantes chilenos destacados fueron Milenko Karlezzi, Felipe Covarrubias Lyon, Eduardo Kovacs y un histórico en la categoría, Santiago Bengolea.
Con la constante participación de la Fórmula 4 Argentina, se organizaron para realizar el Campeonato de Chile de Fórmula Cuatro, que vio la luz en el año 1972 con José Manuel Salinas como el primer campeón, a bordo de un Salinas-Fiat.
La categoría en sí era multimarca, con autos hechos por los mismos pilotos, usando motores de cualquier marca pero sin exceder los 850 c.c., entre los usados en eso tiempos eran los motores de Fiat, NSU Prinz y Citroën y desde la temporada 1981 comienzan a usar los motores preparados de Renault 4 que aumentaban la cilindrada a 1.020 c.c. y a organizarse para realizar sus competencias en forma independiente, es por eso que se crea la FOCA (Fórmula Cuatro y Asociados).

### La llegada de Chiletabacos
La llegada de la empresa tabacalera Chiletabacos marca un antes y un después en la Fórmula Cuatro Chilena. El primer año de presentación de Chiletabacos fue en 1979 bajo el producto Marlboro; luego entró con Viceroy (desde 1980 a 1984 y en 1987) y durante los años 1985 y 1986 lo hizo con John Player Special. Este apoyo hizo que otras empresas ligadas con el rubro automotor, de la electrónica, la fotografía y del cuidado personal, se interesaran también en apoyar equipos de competición en Fórmula Cuatro y luego Fórmula Tres, además del interés de la televisión por transmitir el campeonato en su totalidad.

### El cambio de nombre
En 1984 se produce un cambio radical en los vehículos de Fórmula en Chile. Hasta el año anterior, los autos no llevaban pontones y desde ese año se vuelven obligatorios. Además, se cambia el motor por el del Renault 9 de 1400 c.c -que lo hacía mucho más rápido- y la organización se rebautiza como FOTA (Fórmula Tres y Asociados), que estuvo a cargo de la organización del campeonato hasta 1993.

### 1985-1987: la época de oro
En 1985 ya la Fórmula Tres se convertía en la categoría estrella del automovilismo chileno, desplazando incluso a categorías carrozadas de prestigio como el Turismo Carretera. Las fechas eran verdaderas fiestas donde no solo se quería ganar dentro de la pista, sino también fuera de ella en organización, presentación de los equipos. Aquí comienza una tentativa para realizar competencias fuera de la capital, sobre todo en circuitos callejeros o en bases aéreas a cargo de la Fuerza Aérea de Chile, donde tenía el récord de llevar más público que las fechas realizadas en el autódromo Las Vizcachas. El dinero inclusive alcanzaba para traer autos desde Argentina (la mayoría usaban los autos construidos por Tulio Crespi). En 1986 la categoría es patrocinada por Renault que suministraba los motores a los equipos llamándose así "Formula 3 Renault". La competencia era llevada en directo para todo el país en 1985 por Televisión Nacional de Chile los domingos a las 11 de la mañana, en 1986 por Canal 11 Universidad de Chile Televisión los domingos en la tarde y en 1987 nuevamente por Televisión Nacional de Chile, pero esta vez los días sábados a las 3 de la tarde. Entre las escuderías que destacamos están la de Chiletabacos (primero con John Player Special y después con Viceroy), Philishave-Marantz, Whisky J&B-Licores Despouy, Denim Musk, Pioneer-Kodak, Fujicolor, Lubricantes Gulf, entre otras.

### El comienzo del declive
El boom de la Fórmula Tres comenzó a perderse después del fatídico accidente que le costó la vida a Sergio Santander el 26 de septiembre de 1987, las empresas comenzaron a retirarse al finalizar esa temporada solo quedando los equipos Remolques Goren y Fujicolor, en el año siguiente hubo como máximo 12 participantes por fecha cuando el año anterior el máximo eran 22. En ese año 1988 aparte de conseguir un patrocinador oficial desde la tercera fecha, que hace que el nombre de la categoría se rebautizara como "Formula Tres Coca-Cola", relación que solo duró ese año, también empieza la incursión de pilotos extranjeros en la categoría provenientes de Perú, que arrendaban los autos nacionales y todos apadrinados por la empresa aérea Aeroperú, las fechas se realizaban en su mayoría en Las Vizcachas y alguna salida a las bases aéreas de El Bosque, El Belloto y Quintero.

### La era multimarca
Para darle un realce a las marcas, se decide que desde la temporada 1990 la categoría usara motores multimarca, es decir, que el piloto tenía la libre elección de usar el motor de la marca que deseara pero sin sobrepasar los 1400 c.c. Ese año comienza el campeonato bastante temprano, en el mes de enero, algo poco común para todos ya que se acostumbraba a comenzar en marzo o abril, y en 1991 consiguen otro patrocinador oficial llamándose el campeonato "Formula Tres Denim" las marcas de los motores usados desde esta temporada hasta 1993 cuando terminó definitivamente la reglamentación del uso de motores multimarca, fueron Alfa Romeo, Nissan, Citroën, Mitsubishi, Volkswagen, Ford y los ya comunes Renault.

### La efímera era SODAF
En 1994 como reglamentación, regresa la motorización monomarca, donde nuevamente tienen el apoyo de la marca Renault, el campeonato se rebautiza como "Super Fórmula Tres" y desde este año está a cargo de la organización la SODAF (Sociedad de Dueños de Autos de Fórmula) y como presidente estaba a cargo Eugenio Silva, teniendo un comienzo bastante auspicioso en un circuito callejero en la ciudad de Rengo, aquí se planteó como objetivo el realizar la mayor cantidad de fechas posibles fuera de Las Vizcachas, aquí se realizaron fechas en el ya nombrado circuito Callejero de Rengo, en la Base Aérea de Quintero y la tercera y cuarta fecha aparte de ser puntuable para el campeonato Chileno, se realizó en conjunto con los pilotos de una competición peruana, la "Copa Confraternidad Chile-Perú" en los circuitos del Parque Industrial Chacalluta de Arica y el Autódromo de Tacna, pole position para Chile Juan Carlos Carbonell , teniendo absoluto ganador al piloto peruano Ernesto Jochamowitz escoltado por los Chilenos Juan Carlos Carbonell y Lino Pesce.
Ya en mayo de ese año, debido a la no autorización a realizar originalmente la tercera fecha en el autódromo Vegas de Quilaco en la ciudad de La Unión, tiempo después genera que Eugenio Silva renuncie a su cargo de presidente de la SODAF, que hace que la categoría busque un nuevo organizador, insertándose finalmente en el programa de carreras del Club ATC (fundada en 1992 por pilotos de la categoría Monomarca Fiat 600 después que FOTA les anunciara que no tendrían cobertura televisiva). Donde realizan el resto del campeonato en el Autódromo Las Vizcachas e incluida dos fechas en Argentina, una en el Autódromo El Zonda de San Juan y otra en el Autódromo Jorge Ángel Pena de San Martín.

### La era ATC
Desde fines de 1994, la Fórmula Tres se incluye en el programa de carreras del Club de Automovilismo Turismo Carrozado "ATC", pero desde 1995 comienza a haber nuevamente un descenso de número de participantes, debiendo ser refundidos con la Fórmula Cuatro Promocional, en 1996 ambas categorías se unifican y en 1997 solo hay 12 participantes como máximo en la parrilla de salida, en 1998 solo se llega a 8 participantes interesados en la categoría, lo que hace que Fórmula Tres haga un receso indefinido.

### La era Autoclub Ñielol
Con la Fórmula Tres detenida producto de un receso indefinido, en octubre de 1999 el AutoClub Ñielol de Temuco propone realizar todo el campeonato Nacional de Fórmula Tres en el Autódromo de Interlomas, lo que hace que pilotos de la sureña ciudad estén interesados en comprar autos para participar, desde 2001 se realizó una fecha al año en el Autódromo Las Vizcachas para no perder la costumbre de correr en el autódromo que tantas carreras inolvidables les hizo pasar, la relación con el Autoclub Ñielol duró hasta 2003, cuando la categoría se reorganiza y crean el Club Fórmula Tres Chilena.

### La era Club Fórmula Tres Chilena
Desde 2004 el Club Fórmula Tres Chilena se hace a cargo de la organización del campeonato, aquí se comienza a ver un rejuvenecer de los autos estéticamente hablando y a cambiar los motores por los de Nissan V16, que reemplazaron a los ya viejos Renault, aquí se regresa a las competencias en el Autódromo Las Vizcachas además se incluyen en el calendario los circuitos de Pacífico Sport en San Antonio y el Autódromo Juvenal Geraldo en La Serena, que precisamente ese año inauguró el asfalto que luce hasta el día de hoy. Las fechas de la Fórmula Tres estaban insertas en las competencias regionales y no en forma independiente, este sistema de organización de las fechas estuvo en vigencia hasta 2006.

### La era Strika Producciones
El Club Fórmula Tres Chilena se replanteó que para la organización de las fechas, deberían buscar a una productora, cosa que ellos se preocuparan de lo mecánico, para eso se contactan con Strika Producciones, que ya tuvo experiencias organizando competencias automovilísticas cuando junto a Horta Producciones estaban a cargo del Rally Mobil. Strika Producciones comenzó en busca de un patrocinador oficial, y en ella estuvo interesada la empresa CCU con su producto Kem Xtreme, denominándose "Kem Xtreme Fórmula 3", realizando competencias en los autódromos de La Serena, Coquimbo, Quilpué, San Antonio, Temuco y en los circuitos semipermanentes de Mersan y Parque O´Higgins en Santiago.

### La era Fórmula Castrol
En noviembre de 2015, se anunció el regreso de la Fórmula 3 Chilena para la temporada 2016, ahora bajo el nombre de Fórmula Castrol por motivos de copyright.

### Fórmula 3 Chilena: el resurgimiento
A partir de 2018 la categoría comienza a resurgir, con la transmisión de las carreras en vivo para todo el país a través del canal CDO, en marco del Campeonato Histórico de Velocidad. En este año, además, se firma una alianza histórica con la Fórmula Metropolitana de Argentina, donde gracias a este convenio el ganador de cada fecha de la categoría argentina y de la chilena obtendrán una beca especial para competir en la fecha siguiente de la categoría amiga.
También en este año reactiva su presencia en redes sociales, con gran cantidad de seguidores en sus perfiles oficiales de Facebook , Instagram  y Twitter , otorgando de esta forma una amplia cobertura de la categoría en cada fecha disputada.
Es importante añadir que en 2024, la piloto Tamara Álvarez Peña se sumó como piloto en esta categoría y es la tercera mujer a nivel nacional en competir en esta categoría. Tamara, ha sido campeona en múltiples competencias y categorías de diferentes autódromos de la región de Valparaíso. 

## Campeones Fórmula Tres
| Año       | Campeonato                | Piloto Campeón        | Equipo                                                  | Auto-Motor                  |           |
| --------- | ------------------------- | --------------------- | ------------------------------------------------------- | --------------------------- | --------- |
| 1972      | Fórmula 4                 | José Manuel Salinas   |                                                         | Salinas-Fiat                |           |
| 1973      | Fórmula 4                 | Juan Carlos Silva     |                                                         |                             |           |
| 1974      | Fórmula 4                 | Juan Carlos Silva     |                                                         |                             |           |
| 1975      | Campeonato cancelado      | Campeonato cancelado  | Campeonato cancelado                                    |                             |           |
| 1976      | Fórmula 4                 | Juan Carlos Silva     |                                                         |                             |           |
| 1977      | Fórmula 4                 | Juan Carlos Silva     |                                                         |                             |           |
| 1978      | Fórmula 4                 | Juan Carlos Ridolfi   | Ridolfi Competición                                     |                             |           |
| 1979      | Fórmula 4                 | Santiago Bengolea     | Team Marlboro-Chiletabacos                              | Tulia - Renault 4S          |           |
| 1980      | Fórmula 4                 | Juan Carlos Ridolfi   | Viceroy Racing Team-Chiletabacos                        | Tulia - Renault 4S          |           |
| 1981      | Fórmula 4                 | Sergio Santander      | Viceroy Racing Team-Chiletabacos                        | Tulia - Renault 4S          |           |
| 1982      | Fórmula 4 Copa LAN Chile  | Juan Carlos Ridolfi   | Viceroy Racing Team-Chiletabacos                        | Tulia 19-Renault 4S         |           |
| 1983      | Fórmula 4                 | Kurt Horta            | Viceroy Racing Team-Chiletabacos                        | Tulia 20 - Renault 4S       |           |
| 1984      | Fórmula 3                 | Kurt Horta            | Viceroy Racing Team-Chiletabacos                        | Tulia 21 - Renault 9        |           |
| 1985      | Fórmula 3                 | Giuseppe Bacigalupo   | Team John Player Special-Chiletabacos                   | Tulia 21 - Renault 9        |           |
| 1986      | Fórmula 3 Copa Renault    | Giuseppe Bacigalupo   | Team John Player Special-Chiletabacos                   | Tulia 21 - Renault 9        |           |
| 1987      | Fórmula 3 Copa Renault    | Giuseppe Bacigalupo   | Viceroy Racing Team-Chiletabacos                        | Tulia 22 - Renault 9        |           |
| 1988      | Fórmula 3 Copa Coca-Cola  | Giuseppe Bacigalupo   | Team Remolques Goren - Transportes Ferretti             | Crespi - Renault 9          |           |
| 1989      | Fórmula 3                 | Santiago Bengolea     | Team Kodak - Gillette Atra Plus - Goodyear              | Larroquette - Renault 9     |           |
| 1990      | Fórmula 3                 | Kurt Horta            | Team Remolques Goren                                    | Larroquette - Renault 9     |           |
| 1991      | Fórmula 3 Copa Denim      | Giuseppe Bacigalupo   | Equipo Marlboro - Shell - Alfa Romeo                    | Larroquette - Alfa Romeo 33 |           |
| 1992      | Fórmula 3                 | Giuseppe Bacigalupo   | Equipo Marlboro - Shell - Alfa Romeo                    | Larroquette - Alfa Romeo 33 |           |
| 1993      | Fórmula 3                 | Giuseppe Bacigalupo   | Colchones Rosen                                         | Larroquette - Alfa Romeo 33 |           |
| 1994      | Fórmula 3                 | Ramón Ibarra          | Team Valvoline - Jeans One Way - Covial                 | Larroquette - Renault 9     |           |
| 1995      | Fórmula 3                 | Ramón Ibarra          | Team Valvoline - Diario El Mercurio                     | Larroquette - Renault 9     |           |
| 1996      | Fórmula 3                 | Ramón Ibarra          | Team Valvoline - Diario El Mercurio                     | Larroquette - Renault 9     |           |
| 1997      | Fórmula 3                 | Ramón Ibarra          | Team Valvoline - Diario El Mercurio-Epson               | Larroquette - Renault 9     |           |
| 1998      | Fórmula 3                 | Mauricio Perrot       | Team Castrol - Transportes Perrot                       | Silva F3 - Renault 9        |           |
| 1999      | Fórmula 3                 | Cristóbal Ibarra      | Team Valvoline                                          | Larroquette - Renault 9     |           |
| 2000      | Fórmula 3                 | Matías Horta          | Team Lubricantes Castrol - Buses JAC                    | Silva F3 - Renault 9        |           |
| 2001      | Fórmula 3                 | Giuseppe Bacigalupo   | Team B&M Security Systems - Lubricantes Castrol         | Larroquette - Renault 9     |           |
| 2002      | Fórmula 3                 | Giuseppe Bacigalupo   | Team B&M Security Systems - Lubricantes Castrol         | Silva F3 - Renault 9        |           |
| 2003      | Fórmula 3                 | Cristóbal Puig        | Team Puig - Motel Real - Zirotti Rectificación          | Larroquette - Renault 9     |           |
| 2004      | Fórmula 3 Copa Goodyear   | Giuseppe Bacigalupo   | B&M Security Systems - Castrol - Bacigalupo Competición | Silva F3 - Nissan V16       |           |
| 2005      | Fórmula 3                 | Benjamín Moreau       | Basco Racing Team - Pennzoil                            | Tulia 25 - Nissan V16       |           |
| 2006      | Fórmula 3                 | José Luis Riffo       | Kano Pro Racing - Liqui Moly                            | Tulia 25 - Nissan V16       |           |
| 2007      | Fórmula 3 Copa Kem Xtreme | José Luis Riffo       | Kano Pro Racing - Liqui Moly                            | Tulia 25 - Nissan V16       |           |
| 2008      | Fórmula 3 Copa Kem Xtreme | Juan Manuel Basco Jr. | Basco Racing Team                                       | Tulia 25 - Nissan V16       |           |
| 2009      | Fórmula 3 Copa Kem Xtreme | Juan Carlos Carbonell | Carbonell - Cornejo Competición -                       | Crespi Tulia 27- Nissan V16 | 1600 c.c. |
| 2010      | Fórmula 3 Copa Kem Xtreme | Juan Carlos Carbonell | Carbonell-Cornejo Competición                           | Tulia 27 - Nissan V16       |           |
| 2011      | Fórmula 3 Apertura        | José Luis Riffo       | Team Green Bull                                         | Tulia 25 - Nissan V16       |           |
| 2011      | Fórmula 3 Clausura        | Martin Scuncio        | Scuncio Pro Racing                                      | Tito 2 - Nissan V16         |           |
| 2011      | Fórmula 3 General         | Jorge Bas Viguera     | Team Movistar                                           | Tuila 27 - Nissan V16       |           |
| 2012      | Fórmula 3 Copa Nissan     | José Luis Riffo       | Team Green Bull                                         | Tulia 25 - Nissan V16       |           |
| 2013-2015 | No se disputó.            | No se disputó.        | No se disputó.                                          |                             |           |
| 2016      | Fórmula 3 Copa Castrol    | Alex Renner           | T y T Competición                                       | Silva F3 - Nissan V16       |           |
| 2017      | Fórmula 3 Chilena         | José Luis Riffo       | Team Green Bull                                         | Tito 02 - Nissan V16        |           |
| 2018      | Fórmula 3 Chilena         | Lucas Bacigalupo      | B&M Security Systema - Bacigalupo-Serrano Competición   | Tito 02 - Nissan V16        |           |
| 2019      | Fórmula 3 Chilena         | Giovanni Ramírez      | Bacigalupo-Serrano Competición                          | Tulia 25 - Nissan V16       |           |
| 2022      | Fórmula 3 Chilena         | Giuseppe Bacigalupo   | Bacigalupo-Serrano Competición . B&M Security Systems   | Tulia 25 - Nissan V16       |           |
| 2023      | Fórmula 3 Chilena         | Tomás Álvarez         | Alvarez Segali Competición - Xumadol                    | Tulia 25 - Nissan V16       |           |

## Títulos por piloto
| Piloto                | Títulos | Años                                                             |
| --------------------- | ------- | ---------------------------------------------------------------- |
| Giuseppe Bacigalupo   | 11      | 1985, 1986, 1987, 1988, 1991, 1992, 1993, 2001, 2002, 2004, 2022 |
| José Luis Riffo       | 5       | 2006, 2007, 2011 (Apertura), 2012, 2017                          |
| Juan Carlos Silva     | 4       | 1973, 1974, 1976, 1977                                           |
| Ramón Ibarra          | 4       | 1994, 1995, 1996, 1997                                           |
| Juan Carlos Ridolfi   | 3       | 1978, 1980, 1982                                                 |
| Kurt Horta            | 3       | 1983, 1984, 1990                                                 |
| Santiago Bengolea     | 2       | 1979, 1989                                                       |
| Juan Carlos Carbonell | 2       | 2009 - 2010                                                      |
| José Manuel Salinas   | 1       | 1972                                                             |
| Sergio Santander      | 1       | 1981                                                             |
| Mauricio Perrot       | 1       | 1998                                                             |
| Cristóbal Ibarra      | 1       | 1999                                                             |
| Matías Horta          | 1       | 2000                                                             |
| Cristóbal Puig        | 1       | 2003                                                             |
| Benjamin Moreau       | 1       | 2005                                                             |
| Juan Manuel Basco Jr. | 1       | 2008                                                             |
| Jorge Bas Viguera     | 1       | 2011                                                             |
| Martin Scuncio        | 1       | 2011 (Clausura)                                                  |
| Alex Renner           | 1       | 2016                                                             |
| Lucas Bacigalupo      | 1       | 2018                                                             |
| Giovanni Ramirez      | 1       | 2019                                                             |
| Tomás Álvarez         | 1       | 2023                                                             |

## Pilotos destacados
- Gonzalo Alcalde
- Hernán Allende
- Alejandro Bunster
- Carlos Capurro
- Gonzalo Carbonell
- César Coggiola
- Cristián del Fierro
- Martín Ferrer
- Cristóbal Geyger
- Clemente Gimeno
- Iván González Valle
- Marco Antonio Hormazábal
- Julio Infante
- Claudio Israel
- Shantal Kazazian
- Lino Pesce Jr.
- Victor Matthei
- Iván Mesías
- Alejandro Serrano
- Alejandro Schmauk
- Hector Sotomayor
- René Valenzuela
- Enrique Villena
- Tamara Álvarez Peña

## Escuderías campeonas
| Año         | Equipo campeón                                            |
| ----------- | --------------------------------------------------------- |
| 1981        | Viceroy Racing Team-Chiletabacos                          |
| 1982        | Denim Cologne                                             |
| 1983        | Viceroy Racing Team-Chiletabacos                          |
| 1984        | Viceroy Racing Team-Chiletabacos                          |
| 1985        | John Player Special-Chiletabacos                          |
| 1986        | John Player Special-Chiletabacos                          |
| 1987        | Viceroy Racing Team-Chiletabacos                          |
| 1988        | Remolques Goren - Transportes Ferretti                    |
| 1989        | Remolques Goren                                           |
| 1990        | Remolques Goren                                           |
| 1991        | Marlboro - Shell - Alfa Romeo                             |
| 1992        | Marlboro - Shell - Alfa Romeo                             |
| 1993        | Colchones Rosen                                           |
| 1994        | Lubricantes Valvoline - One Way Jeans & Jackets - Covial  |
| 1995        | Daewoo Motor                                              |
| 1996        | Esso Ultron - Philips                                     |
| 1997        | Lubricantes Valvoline - Epson - Seguros la Interamericana |
| 2009 - 2010 | Carbonell - Cornejo Competición.                          |
| 2012        | Green Bull                                                |

## Estadísticas

### Campeones
- Campeón más joven: Cristóbal Puig, con 16 años y 10 meses en la temporada 2003.

- Campeón más longevo: Giuseppe Bacigalupo, con 66 años 5 meses en la temporada 2022.

- Piloto con mayor número de títulos de campeón: Giuseppe Bacigalupo con 11 títulos conseguidos en las temporadas 1985, 1986, 1987, 1988, 1991, 1992, 1993, 2001, 2002, 2004 y 2022.

- Campeón extranjero: en todas las temporadas, solo se registra un campeón no chileno, el argentino Juan Manuel Basco Jr. en la temporada 2008.

- Campeones en fecha coincidente: El 11 de noviembre de 1990, Kurt Horta consigue su tercer título de campeón cuando obtiene el primer lugar en la 11.º fecha de aquel año, 17 años después, el 11 de noviembre de 2007, José Luis Riffo al obtener el primer lugar en la 11.º fecha logra conseguir su segundo título.

- Campeón titulado de manera coincidente el mismo día: José Luis Riffo, consigue el 11 de noviembre de 2007 su segundo título, 5 años después, el 11 de noviembre de 2012, consigue su cuarto título.

- Campeones consecutivos: solo tres pilotos ostentan títulos de campeón de forma consecutiva con 4 títulos cada uno. Juan Carlos Silva se impuso en 1973, 1974, 1976 y 1977 (no se corrió el campeonato de 1975), Giuseppe Bacigalupo en los años 1985, 1986, 1987 y 1988. También Ramón Ibarra en 1994, 1995, 1996 y 1997. Con dos títulos consecutivos están Kurt Horta en 1983 y 1984 además de José Luis Riffo en las temporadas 2006 y 2007.

### Pilotos
- Mejor piloto debutante (sin contar el año 1972 por ser el año del debut de la categoría): Matías Horta en la temporada 2000 es el mejor debutante al ganar el título de campeón con 5 triunfos en 8 fechas.

- Piloto hombre más joven en debutar en la Fórmula Tres: Vicente Bas en la temporada 2011 con 13 años 3 meses.

- Piloto hombre más longevo en debutar en la Fórmula Tres: Jaime Bunster en la 10.º fecha de la temporada 1987 con 53 años de edad.

- Piloto mujer más joven en debutar en la Fórmula Tres: María José Pérez de Arce en la temporada 2019 con 14 años.

- Piloto mujer más longeva en debutar en la Fórmula Tres: Tamara Álvarez Peña, con 36 años.

- Piloto más joven en ganar una carrera: José Luis Riffo en la primera fecha de la temporada 2004 con 15 años y 6 meses.

- Piloto más longevo en ganar una carrera: Giuseppe Bacigalupo en la séptima fecha de la temporada 2022 con 66 años y 3 meses.

- Piloto con mayor número de triunfos: Giuseppe Bacigalupo

- Piloto con mayor remontada "en pista seca" para ganar una carrera : Sergio Santander, en la séptima fecha de la temporada 1987 remontó 10 posiciones para hacerse del primer lugar (su último triunfo antes de fallecer la fecha siguiente).

- Piloto con mayor remontada "en pista lluviosa" para ganar una carrera : Giuseppe Bacigalupo, en la cuarta fecha de la temporada 1991, remontó un total de 14 posiciones para hacerse del primer lugar.

- Piloto con mayor número de puntos obtenidos con el antiguo sistema de puntaje (sin punto extra por ganar la Pole Position): Giuseppe Bacigalupo, en la temporada 1991 con un total de 70 puntos en 12 fechas.

- Piloto con mayor número de puntos obtenidos con el antiguo sistema de puntaje (con punto extra por ganar la Pole Position): Giuseppe Bacigalupo, en la temporada 1993 con un total de 97 puntos en 12 fechas.

- Piloto con mayor número de puntos obtenidos con el actual sistema de puntaje (más punto extra por ganar la Pole Position): José Luis Riffo, en la temporada 2007 con un total de 193 puntos en 12 fechas.

- Piloto con mayor número de temporadas corridas: Giuseppe Bacigalupo con 30 temporadas.

- Piloto con mayor número de triunfos en una temporada: José Luis Riffo en la temporada 2007 con 8 triunfos en 12 fechas.

- Piloto con mayor número de pole positions ganadas en una temporada: Santiago Bengolea en la temporada 1988 con 9 pole positions en 12 fechas.

- Piloto con mayor número de subcampeonatos: Santiago Bengolea con 5 subcampeonatos en las temporadas 1980, 1983, 1986, 1988 y 1990.

- Primera mujer en conseguir puntaje en la Fórmula Tres: Shantal Kazazian, en la primera fecha de la temporada 1992 consiguió 2 puntos por su quinto lugar en la carrera.

- Piloto que ha corrido en más de una temporada con el mismo número en el auto (sin contar el número 1 de campeón): Clemente Gimeno y Victor Matthei corrieron con durante 3 temporadas consecutivas con el mismo número, el 4 y el 12 respectivamente.

- Piloto que ha corrido el mayor número de temporadas consecutivas con la misma escudería: Víctor Matthei corrió durante 5 temporadas consecutivas bajo la escudería Fujicolor.

- Primeros padre e hijo corriendo en una misma carrera: Jaime y Alejandro Bunster en la 10.º fecha de la temporada 1987 ambos representando a la escudería Lubricantes Gulf.

- Primeros hermanos corriendo en una misma carrera: Cristián y Claudio del Fierro en la tercera fecha de la temporada 1986 disputada en la Base Aeronaval de El Belloto.

- Primeros hermanos corriendo en una misma temporada: Cristián y Claudio del Fierro en la temporada 1986. Cristian corriendo por la escudería Denim Musk y Claudio por Centrocom-Colchones Rosen.

- Primeros hermano y hermana corriendo en una misma temporada: Shahan y Shantal Kazazian en la temporada 1992, ambos bajo la escudería Mayonesa Hellman's.

- Primeros Padre e hijo campeones en la Fórmula Tres: Kurt Horta fue campeón en las temporadas 1983, 1984 y 1990 mientras que su hijo Matías se tituló campeón en la temporada 2000.

### Temporadas
- Temporada con mayor número de inscritos: 1988, con 32 participantes.

- Temporada con mayor número de escuderías participantes: 1985, con 17 escuderías.

- Temporada con mayor número de carreras: 1981, con 18 fechas.

- Temporada con menor número de carreras: 1999, con 4 fechas.

- Temporada con mayor número de ganadores distintos : 1987, aquella temporada tuvo en total 8 ganadores distintos en 12 fechas.

- Temporada con menor número de ganadores distintos : 1993 y 2007, en estas temporadas tuvieron un total 3 ganadores distintos en 12 fechas respectivamente.

- Temporada disputada en el mayor número de circuitos diferentes: 1994, las doce fechas corridas aquella temporada, se disputaron en 7 circuitos diferentes.

- Temporadas donde el campeón se ha definido en la última fecha: 1982, 1984, 1986, 1987, 1988, 1989, 1995, 1996, 1999, 2006, 2008, 2009 y 2011.

### Carreras
- Mayor número inscritos en una carrera: la 5.º fecha de la temporada 1986 disputada en la base aérea de El Bosque, tuvo un total de 22 inscritos de los cuales 20 tomaron la partida.

- Menor número inscritos en una carrera: la 6.º fecha de la temporada 2016 disputada en el Autódromo Leydaring en San Antonio, tuvo un total de 4 inscritos de los cuales tomaron la partida.

- Menor número de pilotos que han terminado una carrera: la 11.º fecha de la temporada 1987 disputada en el autódromo Las Vizcachas, de los 20 inscritos que tomaron la partida, solamente terminaron la carrera 5 pilotos.

- Carrera con el mayor número de pilotos en primer lugar: la 12.º fecha de la temporada 1985 disputada en el circuito de la base aérea de Quintero. Durante las 38 vueltas que se disputaron, hubo un total de 5 pilotos que estuvieron en el primer lugar.

- Carrera con el mayor número de cambios de liderato: la 1.º fecha de la temporada 1990 disputada en el circuito de la base aeronaval de El Belloto. Durante las 40 vueltas que se disputaron, hubo un total de 7 cambios de liderato,

- Carrera con el mayor número de pilotos involucrados en un accidente: la 1.º fecha de la temporada 1984 disputada en el autódromo Las Vizcachas, hubo un total de 4 pilotos involucrados en un accidente (sin consecuencias fatales).

- Carrera con la mayor diferencia de tiempo entre un piloto que va en primero y segundo lugar: la 5.º fecha de la temporada 1986 disputada en la base aérea de El Bosque, Carlos Capurro, quien iba en primer lugar, llevaba 58 segundos de diferencia con su más cercano perseguidor, Santiago Bengolea.

- Carrera con el mayor número de vueltas corridas: en la 6.º fecha de la temporada 1986 disputada en el autódromo Las Vizcachas, se corrieron un total de 68 vueltas por el circuito número 1 de 1.609 metros.

- Carrera con el menor número de vueltas corridas: la 1.º y 2.º fecha de la temporada 2012 disputada en el autódromo Huachalalume de La Serena, se corrieron un total de 20 vueltas por el circuito de 2.280 metros.

### Escuderías
- Escudería con mayor número de temporadas corridas: "Chiletabacos" (con los productos Viceroy y John Player Special) con 9 temporadas.

- Escudería con mayor número de pilotos distintos en un equipo: "Point Cola Energy-Bacigalupo Competición" en la temporada 2005 contó con 7 pilotos.

- Escudería con mayor número de pilotos corriendo en una fecha: la escudería "Pisos de Autos Wilson-Rosen" tuvo en pista 5 pilotos en la cuarta fecha de la temporada 1996.

- Escudería campeona con mayor puntaje en una temporada (con el sistema antiguo, sin punto extra por ganar la pole position): la escudería "Viceroy Racing Team-Chiletabacos" en la temporada 1983 consiguió 121 puntos en 13 fechas.

- Escudería campeona con mayor puntaje en una temporada (con el sistema antiguo con punto extra por ganar la pole position): las escuderías Colchones Rosen en la temporada 1993 y Esso Ultrón-Philips en la temporada 1996 consiguieron un total de 97 puntos en 12 y 10 fechas respectivamente.

- Escudería campeona con mayor puntaje en una temporada (con el sistema actual): la escudería Green Bull en la temporada 2012 consiguió 191 puntos en 9 fechas.

### Circuitos
- Circuito más corto en que ha corrido la categoría: circuito callejero Plaza de Armas de Rengo de 800 metros en la primera fecha de la temporada 1994.

- Circuito más extenso en que ha corrido la categoría: autódromo El Zonda de San Juan (Argentina) de 4.365 metros en la octava fecha de la temporada 1994.

- Circuito que en más ocasiones ha visto coronarse al campeón de la categoría: el autódromo de Las Vizcachas vio coronarse al campeón de la categoría en 25 ocasiones.

- Circuito que en más ocasiones ha visto coronarse al campeón de la categoría (sin contar el autódromo Las Vizcachas): el autódromo Interlomas en Temuco vio coronarse al campeón de la categoría en 8 oportunidades.

- Primer circuito que visitó la categoría fuera de la capital: el autódromo de Peñuelas en Valparaíso en la 2.º fecha de la temporada 1972.

- Primer circuito "callejero" que visitó la categoría: el circuito "Puerta Norte" en la ciudad de Arica en la 6.º fecha de la temporada 1981.

- Primer circuito en "Aeródromo" o "Base Aérea" que visitó la categoría: el circuito del aeropuerto Cavancha de Iquique en la 4.º fecha de la temporada 1981.

- Circuitos en ciudades más lejanas que ha visitado la categoría (dada la geografía de Chile): por el extremo norte la ciudad de Arica ha sido visitada en 3 oportunidades y todas en circuitos diferentes, en 1981 en el circuito Puerta Norte, en 1987 en el circuito Costanera San Marcos y en 1994 en el circuito Parque Industrial Chacalluta. Mientras que por el extremo sur, se corrió en el autódromo Vegas de Quilaco en la ciudad de La Unión el año 1995.

## Televisión
Las transmisiones televisivas de las carreras hizo que la Fórmula Tres estuviera en el sitial donde se encuentra ahora, aquí los canales que transmitieron las carreras de la Fórmula Tres a lo largo de su historia:
| Año  | Canal                                                      | Día/Horario                                                      | Señal   | Transmisión                                              | Nota |
| ---- | ---------------------------------------------------------- | ---------------------------------------------------------------- | ------- | -------------------------------------------------------- | --- |
| 1982 | Teleonce                                                   | Sábados a las 15:30                                              | Abierta | Directa                                                  | |
| 1983 | Teleonce                                                   | Domingos a las 15:30                                             | Abierta | Directa                                                  | |
| 1984 | Televisión Nacional de Chile                               | Sábados a las 16:30                                              | Abierta | Directa                                                  | Transmitida bajo el programa "Deportivamente"                                                                         |
| 1985 | Televisión Nacional de Chile                               | Domingos a las 11:00                                             | Abierta | Directa                                                  | Transmitida bajo el programa "Viva el Deporte"                                                                        |
| 1986 | Universidad de Chile Televisión                            | Domingos a las 15:00                                             | Abierta | Directa                                                  | Transmitida bajo el programa "Deporte en Vivo"                                                                        |
| 1987 | Televisión Nacional de Chile                               | Sábados a las 15:00                                              | Abierta | Directa                                                  | |
| 1988 | Universidad de Chile Televisión                            | Domingos a las 14:30                                             | Abierta | Directa                                                  | Transmitida bajo el programa "Deporte en Vivo"                                                                        |
| 1989 | Universidad de Chile Televisión                            | Domingos a las 14:30                                             | Abierta | Directa                                                  | Transmitida bajo el programa "Deporte en Vivo"                                                                        |
| 1990 | Universidad de Chile Televisión                            | Domingos a las 14:30                                             | Abierta | Directa                                                  | Transmitida bajo el programa "Deporte en Vivo"                                                                        |
| 1991 | RTU                                                        | Domingos a las 14:30                                             | Abierta | Directa                                                  | Transmitida bajo el programa "Canal del Deporte" bajo el bloque "Acción en Directo"                                   |
| 1992 | RTU                                                        | Domingos a las 14:30                                             | Abierta | Directa                                                  | Transmitida bajo el programa "RTU Deportes"                                                                           |
| 1993 | RTU (Hasta la 9.º Fecha) Chilevisión (Desde la 10.º fecha) | Domingos a las 14:30                                             | Abierta | Directa                                                  | Transmitida bajo el programa "RTU/Chilevisión Deportes"                                                               |
| 1994 | Chilevisión (Hasta la 7.º fecha) TVN (Resto de las Fechas) | Domingos a las 16:30 / Sábados a las 16:30                       | Abierta | Diferida                                                 | Transmitida bajo el programa "Deporte y algo más" (Chilevisión) / Transmitida bajo el programa "Deportivamente" (TVN) |
| 1995 | TVN                                                        | Sábados a las 14:30                                              | Abierta | Diferida                                                 | Transmitida bajo el programa "Deportivamente"                                                                         |
| 1996 | La Red                                                     | Domingos a las 11:00 (hasta la 3.º Fecha) / Domingos a las 15:30 | Abierta | Directa (hasta 3.º Fecha) Diferida (Resto de las Fechas) | |
| 1997 | UCV Televisión                                             | Viernes a las 22:00                                              | Abierta | Diferida                                                 | Transmitida bajo el programa "Sobre Ruedas"                                                                           |
| 1999 | Fox Sports                                                 | Domingos a las 15:00                                             | Cable   | Diferida                                                 | |
| 2005 | Canal 13 Cable                                             | Sábados a las 16:30                                              | Cable   | Diferida                                                 | |
| 2007 | Vive Deportes                                              | Jueves a las 20:00                                               | Cable   | Diferida                                                 | Transmitida bajo el programa "Auto Sport"                                                                             |
| 2008 | Vive Deportes                                              | Jueves a las 20:00                                               | Cable   | Diferida                                                 | Transmitida bajo el programa "Auto Sport"                                                                             |
| 2009 | Vive Deportes                                              | Jueves a las 20:00                                               | Cable   | Diferida                                                 | Transmitida bajo el programa "Auto Sport"                                                                             |
| 2010 | Vive Deportes                                              | Jueves a las 20:00                                               | Cable   | Diferida                                                 | Transmitida bajo el programa "Auto Sport"                                                                             |
| 2011 | Telecanal                                                  | Viernes a las 00:00                                              | Abierta | Diferida                                                 | Transmitida bajo el programa "Hola Deportes"                                                                          |
| 2012 | Canal 22 Más visión, más deporte                           | Viernes desde las 00:00                                          | Abierta | Diferida                                                 | Transmitida bajo el programa "Notas Urbanas"                                                                          |
| 2013 | CDO                                                        | Domingos desde las 11.00                                         | Cable   | Directa                                                  | La clasificación es transmitida por CDO Básico y la carrera por CDO Premium.                                          |
| 2018 | CDO                                                        | Sábados o domingos desde las 10.00                               | Cable   | Directa                                                  | |

## Categorías Soporte
Desde 1987, al campeonato se les unieron al programa de carreras como categoría la "Fórmula 4" o en su primer año conocida como "Fórmula Junior" o "Fórmula Promocional", desde 1988 es conocida como Fórmula 4, esta categoría tenía como particularidad el usar los autos que los pilotos de la Fórmula Tres daban de baja hasta el año 1986, que la mayoría eran con trompa envolvente, además se usaban neumáticos de calle y no de competición, los motores eran los del Renault 4 de 1020 c.c. y desde 1987 a 1990, no llevaban pontones y que se hicieron obligatorios en 1991 hasta su último año de existencia en 1995.
El campeón de la Fórmula Cuatro, ganaba el derecho de ascender automáticamente a la Fórmula Tres del año siguiente, aquí obtuvo el título de campeón nacional la primera mujer en correr en autos de Fórmula en Chile; Shantal Kazazián; que en 1991 barrió con su rivales titulándose campeona con tres fechas de anticipación y que en 1992 hizo el debut en la Fórmula Tres con destacadas posiciones fecha tras fecha.

## Campeones Fórmula Cuatro Promocional
| Año  | Ganador           | Equipo                                      | Motor              |
| ---- | ----------------- | ------------------------------------------- | ------------------ |
| 1987 | Julio Infante     | Maitai - Lubricantes Castrol                | Renault 1.020 c.c. |
| 1988 | Lino Pesce Jr.    | Jeans Cheldiz - Recauchajes Irenesa         | Renault 1.020 c.c. |
| 1989 | Julio Infante     | Marlboro - Remolques Goren - Carnes Darc    | Renault 1.020 c.c. |
| 1990 | Ramón Ibarra 1    | Covial                                      | Renault 1.020 c.c. |
| 1991 | Shantal Kazazián  | Mayonesa Hellman´s                          | Renault 1.020 c.c. |
| 1992 | Sebastián Marisio | Industrias Marisio - Radiadores Gallardo    | Renault 1.020 c.c. |
| 1993 | Sebastián Marisio | Industrias Marisio - Universidad Las Condes | Renault 1.020 c.c. |
| 1994 | Oliver Maisán     | Industrias Marisio - HB Seguros             | Renault 1.020 c.c. |
| 1995 | Oliver Maisán     | Industrias Marisio - HB Seguros             | Renault 1.020 c.c. |

1 Campeón invicto

## Temporadas
- Véase: Anexo:Temporadas de la Fórmula 3 Chilena.

## Circuitos en que ha corrido (ya sea en una o más ocasiones)
| Ciudad       | Circuito                                        |
| ------------ | ----------------------------------------------- |
| Arica        | Circuito callejero Puerta Norte                 |
| Arica        | Circuito callejero Costanera San Martín         |
| Arica        | Circuito callejero Parque Industrial Chacalluta |
| Iquique      | Aeropuerto Cavancha                             |
| Iquique      | Autódromo Bernardo O´higgins                    |
| Antofagasta  | Autódromo Roca Roja                             |
| Copiapó      | Circuito callejero Avenida Copayapu             |
| La Serena    | Aeródromo La Florida                            |
| La Serena    | Circuito callejero Parque Pedro de Valdivia     |
| La Serena    | Autódromo Huachalalume                          |
| Coquimbo     | Autódromo La Pampilla                           |
| El Belloto   | Base Aeronaval de El Belloto                    |
| Quilpué      | Autódromo Villa Olímpica de Quilpué             |
| Quintero     | Base Aérea de Quintero                          |
| Viña del Mar | Estacionamientos Estero Marga Marga             |
| San Antonio  | Autódromo San Antonio                           |
| Codegua      | Autódromo Internacional de Codegua              |
| Rancagua     | Circuito callejero Parque Industrial Corfo      |
| Rengo        | Circuito callejero Plaza de Armas               |
| Temuco       | Autódromo Interlomas                            |
| La Unión     | Autódromo Vegas de Quilaco                      |
| Santiago     | Autódromo Las Vizcachas                         |
| Santiago     | Base Aérea El Bosque                            |
| Santiago     | Circuito callejero Avenida Manquehue            |
| Santiago     | Circuito callejero Planta Toyota                |
| Santiago     | Circuito callejero Mersan                       |
| Santiago     | Circuito Elipse Parque O´higgins                |
| Mendoza      | Autódromo General San Martín                    |
| San Juan     | Autódromo El Zonda                              |
| San Martín   | Autódromo Jorge Ángel Pena                      |
| San Rafael   | Autódromo Las Paredes                           |
| Tacna        | Autódromo Ciudad de Tacna                       |

## Categorías Monomarca
Para los ejecutivos representantes de marcas de autos en Chile, la Fórmula Tres ha sido una excelente idea para presentar sus modelos y hacer de ellos una categoría mononarca con buena preparación y también tener un auto en la serie para invitar a pilotos de otras categorías o gente famosa ligada a la televisión. Esta idea comenzó en 1988 con la reciente llegada a Chile de la marca soviética Lada en la cual para este campeonato, se usaban los modelos Samara y el apoyo de Marlboro como auspiciador oficial, siendo el campeonato bautizado como "Desafío Marlboro Lada" que tuvo como particularidad de que el parque de pilotos, estuvo compuesta de pilotos de otras series como el Turismo Carretera, Monomarca Fiat 600, Monomarca Fiat 125 y el rally. La categoría duró hasta 1989 y para los invitados de cada fecha, estaba disponible el auto número 26, en donde destacaron en carrera el animador de televisión César Antonio Santis, quien consiguió un excelente cuarto lugar en la carrera que le tocó participar, el exconductor de noticias Eduardo Riveros, el lanzador de la bala Gert Weil y los excantantes y actualmente empresarios Miguelo y Miguel Piñera. 
En 1990 es el comienzo de una nueva categoría, esta vez con los modelos Nissan Sunny y apoyados por el representante en Chile de la marca Nipona, Cidef, llamándose el campeonato "Trofeo Nissan Cidef" y que posee el récord de tener el mayor listado de pilotos en una sola temporada en el automovilismo chileno con 40 participantes por fecha, donde se debían hacer mangas clasificatorias para que el día domingo dejar a los mejores 26 clasificados para la manga final. El campeonato duró solo esa temporada y aquí hay dos hechos que destacar, en esta serie debuta la primera mujer que es capaz de correr en una categoría exclusivamente compuesta por hombres "Francisca Cortes" que tuvo un debut algo accidentado ya que en su primera carrera, al promediar la segunda vuelta al circuito de Las Vizcachas, sufre un volcamiento en la curva de la British, además de conseguir la pole position en la última fecha en el autódromo de Roca Roja en Antofagasta. También cabe destacar que en esta serie estuvo el último piloto en fallecer en el automovilismo chileno, Carlos Polanco Álvarez, cuando participaba en la última fecha del anteriormente mencionado autódromo de Roca Roja, aquí, Polanco impacta con otro corredor y comienza una loca carrera para terminar volcando en seis oportunidades y que en el quinto tumbo sale despedido de su habitáculo para caer estrepitosamente en otro sector del circuito, que le produjo graves heridas que le provocaron la muerte 4 horas después en una clínica de la capital de la Segunda Región.
En 1992, después de un año de receso sin haber competencias de autos estándar, regresa nuevamente el Trofeo Nissan Cidef, pero en esta ocasión con los modelos Sentra, como novedades, regresa la incursión de un auto exclusivamente para los invitados de cada fecha, señalado con el número 12 y el regreso de las 3 horas, una competencia de resistencia en donde los pilotos corren en binomios y deben turnarse para conducir el auto, como curiosidad, el campeón de este torneo, Ricardo Infante, no ganó ninguna carrera y punteó en todas las fechas que hizo que se alzara con la corona de este campeonato.
En 1993 esta vez es el turno de los Citroën AX, donde nuevamente hay un récord de participantes con 31 inscritos por fecha, el campeonato es llamado "Formula Citroën" y en el cual también hay un auto exclusivo para los invitados señalado con el número 31.
Desde 2007 a la actualidad, después de más de 12 años sin haber un campeonato de autos estándar acompañando a la Fórmula Tres, se incluyen los modelos Tiída Sport y apoyados por el distribuidor oficial de Nissan en Chile "Marubeni" y bautizado el campeonato "Trofeo Nissan Marubeni Tiída Sport" el cual en el campeonato 2010, los pilotos representan a distintas distribuidoras asociadas al distribuidor oficial.

## Campeones Categorías Monomarca
| Año  | Campeonato                       | Piloto Campeón                | Auto/Modelo                   | Equipo                                                                  |
| ---- | -------------------------------- | ----------------------------- | ----------------------------- | ----------------------------------------------------------------------- |
| 1988 | Desafío Marlboro Lada            | Mario Anfruns                 | Lada Samara 1.300 c.c.        | Lada Pio Nono - Agro Trac - Hermann Anfruns                             |
| 1989 | Desafío Marlboro Lada            | Martín Ferrer / Jorge Hormann | Lada Samara 1.300 c.c.        | Fluocaril - Topper / Sunoco - Accesorios Bramador - Radiadores Gallardo |
| 1990 | Trofeo Nissan Cidef              | Juan Pablo Silva              | Nissan Sunny 1.500 c.c.       | Automotriz Eliseo - Motul - Kenwood - Cera Kit                          |
| 1992 | Trofeo Nissan Cidef              | Ricardo Infante               | Nissan Sentra 1.600 c.c.      | Lubricantes Valvoline - Infante Ross                                    |
| 1993 | Formula Citroën                  | Martín Ferrer                 | Citroën AX GT 1.400 c.c.      | Cera Team - Momo - Pinturas Sipa - Rider Sweet                          |
| 1994 | Fórmula Citroën                  | Cristián Elgueta              | Citroën AX Furio 1.400 c.c.   | Easy - Speedline - ISQ Automotriz 1                                     |
| 1995 | Monomarca Protón                 | Cristián Elgueta              | Protón Persona 1.500 c.c.     | Proton - Lubricantes Castrol 1                                          |
| 1996 | Monomarca Toyota                 | Iván Alexis Silva             | Toyota Tercel 1.500 c.c.      | ISQ Automotriz - Goodyear 1                                             |
| 1997 | Monomarca Toyota                 | Juan Pablo Silva Lira         | Toyota Tercel 1.500 c.c.      | ISQ Automotriz - Wynn´s - Torco - Goodyear 1                            |
| 1998 | Monomarca Toyota                 | Carlos Francisco Pérez        | Toyota Tercel 1.500 c.c.      | Car Fran - Molycote 1                                                   |
| 2004 | Fórmula Fiat Palio Amateur       | Lionel Kovacs Jr.             | Fiat Palio Fire 1.300 c.c.    | Coinver Automotriz - L. Kovacs 1                                        |
| 2005 | Formula Fiat Palio Universitaria | Sebastián González            | Fiat Palio Fire 1.300 c.c.    | Universidad Finis Terrae - Itala Automotriz 1                           |
| 2006 | Fórmula Fiat Palio Universitaria | Javier Arenas                 | Fiat Palio Fire 1.300 c.c.    | Universidad de Santiago - Automotriz Quilin 1                           |
| 2007 | Desafío Marubeni Tiída Sport     | Gonzalo Huerta                | Nissan Tiída Sport 1.600 c.c. | RBC - Ferodo                                                            |
| 2008 | Desafío Marubeni Tiída Sport     | Gianni Zotti                  | Nissan Tiída Sport 1.600 c.c. | Ultimate Racing                                                         |
| 2009 | Desafío Marubeni Tiída Sport     | Victor Cornejo Sepulveda      | Nissan Tiída Sport 1.600 c.c. | Cornejo-Carbonell Racing                                                |
| 2010 | Desafío Marubeni Tiída Sport     | Maurizio Bustos               | Nissan Tiída Sport 1.600 c.c. | Gellona Autos - Automotriz Peñalolén                                    |
| 2011 | Desafío Marubeni Tiída Sport     | Maurizio Bustos               | Nissan Tiída Sport 1.600 c.c. | Gellona Autos - Automotriz Peñalolén                                    |
| 2012 | Copa Nissan March                | Maurizio Bustos               | Nissan March K13              | Gellona Autos - Movicenter                                              |

1- Desde 1994 a 2006, estas categorías estaban insertas en el campeonato organizado por el Club ATC, en el cual la Fórmula Tres también estaba incluida en el programa oficial de carreras.